# Ridgewood Open 1983
Ridgewood Open 1983 — жіночий тенісний турнір, що проходив на закритих кортах з килимовим покриттям у Риджвуді (США). Належав до Ginny Circuit в рамках Світової чемпіонської серії Вірджинії Слімс 1983. Тривав з 21 до 28 лютого 1983 року. Третя сіяна Алісія Молтон здобула титул в одиночному розряді.

## Фінальна частина

### Одиночний розряд
Алісія Молтон —  Катрін Єкселл 6–4, 6–2
- Для Молтон це був 1-й титул за рік і 2-й - за кар'єру.

### Парний розряд
Беверлі Моулд /  Елізабет Соєрс —  Розалін Феербенк /  Сьюзен Лео 7–6, 4–6, 7–5
- Для Моулд це був єдиний титул за сезон і 2-й - за кар'єру. Для Соєрс це був 1-й титул за рік і 1-й — за кар'єру.

## Нотатки
1. ↑  Ginny Tournament Circuit 1983 складався з восьми турнірів з призовим фондом 50 тис. доларів, що проходили від лютого до вересня, й завершального листопадового турніру Ginny Championships з призовим фондом 100 тис. доларів. Усі турніри відбулись у (США).[1]